# U.S. Route 1
L'U.S. Route 1 è una strada a carattere nazionale degli Stati Uniti d'America che corre parallela alla costa orientale della nazione per 3 846 km (2 390 mi) da Key West (Florida) a sud fino al confine col Canada a Fort Kent (Maine) a nord, il che la rende la più lunga strada sull'asse nord-sud negli Stati Uniti. US 1 è all'incirca parallela alla Interstate 95 (I-95), anche se US 1 si trova molto più a ovest (verso l'interno) tra Jacksonville e Petersburg, mentre la I-95 corre molto più vicina alla costa. Di contro, la US 1 in Maine è molto più vicina alla costa della I-95, che invece si snoda più verso l'interno. L'arteria collega molte delle grandi città della East Coast dagli Stati Uniti sud-orientali fino al New England, incluse Miami, Jacksonville, Raleigh, Richmond, Washington, Baltimora, Filadelfia, Newark, New York, Providence e Boston.
Mentre la US 1 è la strada più a est tra le principali direttrici nord-sud degli Stati Uniti, parti di altre strade occupano corridoi più vicini all'oceano. Quando il sistema stradale fu progettato negli anni '20, la US 1 fu posizionata sull'esistente Atlantic Highway, che seguiva la Atlantic Seaboard Fall Line tra il Piedmont e la Pianura costiera dell'Atlantico a nord di Augusta. Al tempo, le autostrade più ad est erano di minore qualità e non servivano i maggiori centri di popolazione. Da Henderson fino a Petersburg, è parallela alla I-85. La costruzione dell'Interstate Highway System modificò gradualmente l'utilizzo e il carattere della US 1, e la I-95 divenne il principale corridoio nord-sud della costa orientale dalla fine degli anni '60.